# Covilhã
A Covilhã DmC • GCMAI é uma cidade portuguesa pertencente ao distrito de Castelo Branco e integrando a região estatística do Centro e sub-região das Beiras e Serra da Estrela, na antiga província da Beira Baixa. É a porta sul da Serra da Estrela e tem 33 691 habitantes (2021) no seu perímetro urbano formado por cinco freguesias: Covilhã e Canhoso, Teixoso e Sarzedo, Cantar-Galo e Vila do Carvalho, Boidobra e Tortosendo.
É sede do Município da Covilhã com 555,60 km2 de área e 46 455 habitantes (2021), subdividido em 21 freguesias. O município é limitado a norte pelos municípios de Seia e Manteigas, a nordeste pela Guarda, a leste por Belmonte, a sul pelo Fundão e a oeste por Pampilhosa da Serra e Arganil.
É a terra da indústria da lã, de cariz operário, berço de descobridores de quinhentos, hoje uma cidade com Universidade pública.
A cidade da Covilhã está situada na vertente sudeste da Serra da Estrela e é um dos centros urbanos de maior relevo da região juntamente com Coimbra, Aveiro, Viseu, Figueira da Foz, Guarda, Castelo Branco, etc. O seu núcleo urbano estende-se entre os 450 e os 800 m de altitude.
O ponto mais alto de Portugal Continental, a Torre (1 993 m), pertence às freguesias de Unhais da Serra (Covilhã), São Pedro (Manteigas), Loriga (Seia) e Alvoco da Serra (Seia), estando incluída em três municípios: Covilhã, Manteigas e Seia, mas dista cerca de 20 km do núcleo urbano da Covilhã, sendo a Covilhã, por isso, a cidade portuguesa mais próxima do ponto mais alto de Portugal Continental.
É uma cidade de características próprias desde há séculos, conjugando em simultâneo factos interessantes da realidade portuguesa.
Num estudo elaborado em 2007 pelo jornal Expresso, sobre a qualidade de vida nas cidades portuguesas, a Covilhã ocupa a 14ª posição, situando-se à frente das restantes cidades do interior do país.

## História

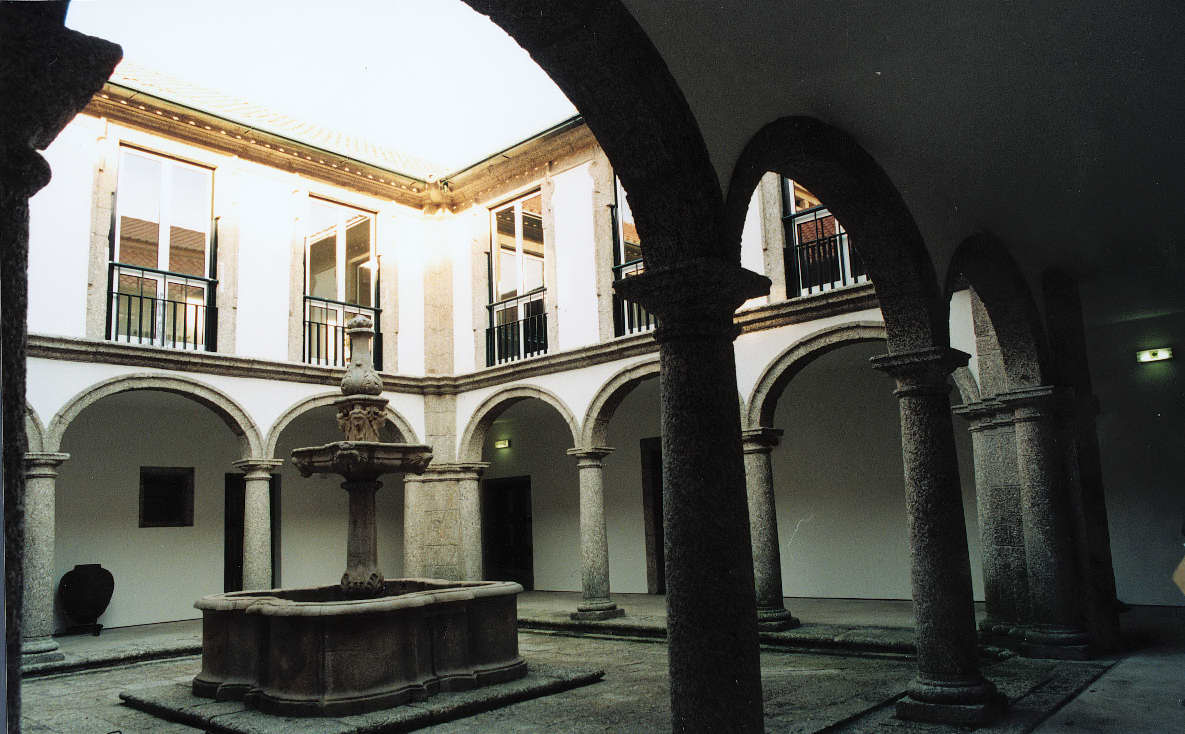
Claustro do Convento de S. António.

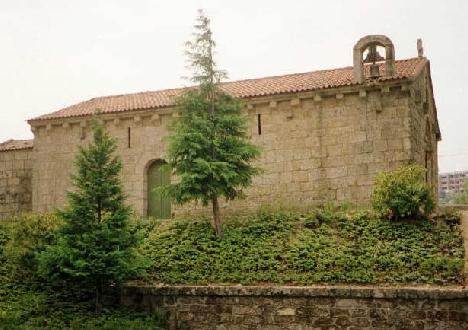
Capela Românica de S. Martinho.

O passado da Covilhã remonta aos tempos da romanização da Península Ibérica, quando foi castro proto-histórico, abrigo de pastores lusitanos e fortaleza romana conhecida por Cava Juliana ou Silia Hermínia. Quem mandou erguer as muralhas do seu primitivo castelo foi D. Sancho I que em 1186 concedeu foral de vila à Covilhã. E, mais tarde, foi D. Dinis que mandou construir as muralhas do admirável bairro medieval das Portas do Sol.
Era já na Idade Média uma das principais "vilas do reino", situação em seguida confirmada pelo facto de grandes figuras naturais da cidade ou dos arredores se terem tornado determinantes em todos os grandes Descobrimentos dos séculos XV e XVI: o avanço no Oceano Atlântico, o caminho marítimo para a Índia, as descobertas da América e do Brasil, a primeira viagem de circum-navegação da Terra. Em plena expansão populacional quando surge o Renascimento, sector económico tinha particular relevo na agricultura, pastorícia, fruticultura e floresta. O comércio e a indústria estavam em franco progresso. Gil Vicente cita "os muitos panos finos". O Infante D. Henrique, conhecendo bem esta realidade, passou a ser "senhor" da Covilhã. A gesta dos Descobrimentos exigia verbas avultadas. As gentes da vila e seu concelho colaboraram não apenas através dos impostos, mas também com o potencial humano.
A expansão para além-mar iniciou-se com a conquista de Ceuta em 1415. Personalidades da Covilhã como Frei Diogo Alves da Cunha, que se encontra sepultado na Igreja da Conceição, participaram no acontecimento. A presença de covilhanenses em todo o processo prolonga-se com Pêro da Covilhã (primeiro português a pisar terras de Moçambique e que enviou notícias a D. João II sobre o modo de atingir os locais onde se produziam as especiarias, preparando o Caminho Marítimo para a Índia) João Ramalho, Fernão Penteado e outros.
Entre os missionários encontramos o Beato Francisco Álvares, morto a caminho do Brasil; frei Pedro da Covilhã, capelão na expedição de Vasco da Gama para a Índia, o primeiro mártir da Índia; o padre Francisco Cabral missionário no Japão; padre Gaspar Pais que de Goa partiu para a Abissínia; e muitos outros que levaram, juntamente com a fé, o nome da Covilhã e do Fundão para todas as partes do mundo. Os irmãos Rui e Francisco Faleiro, cosmógrafos, tornaram-se notáveis pelo conhecimento da ciência náutica. Renascentista é Frei Heitor Pinto, um dos primeiros portugueses a defender, publicamente, a identidade portuguesa. A sua obra literária está expressa na obra "Imagem da Vida Cristã". Um verdadeiro clássico.
A importância da Covilhã, neste período, explica-se não apenas pelo título "notável" que lhe concedeu o rei D. Sebastião  como também pelas obras aqui realizadas e na região pelos reis castelhanos. A Praça do Município foi até há poucos anos, de estilo filipino. Nas ruas circundantes encontram-se vários vestígios desse estilo. No concelho também.
Exemplos de estilo manuelino também se encontram na cidade. É o caso de uma janela manuelina da judiaria da Rua das Flores. É o momento de citar o arquitecto Mateus Fernandes, covilhanense, autor do projecto da porta de entrada para as Capelas imperfeitas, no mosteiro da Batalha.
As duas ribeiras que descem da Serra da Estrela, Carpinteira e Degoldra, atravessam o núcleo urbano e estiveram na génese do desenvolvimento industrial. Forneciam a energia hidráulica que permitiam o laborar das fábricas. Junto a essas duas ribeiras deve hoje ser visto um interessante núcleo de arqueologia industrial, composto por dezenas de edifícios em ruínas. Nos dois locais são visíveis dezenas de antigas unidades, de entre as quais se referem a fábrica-escola fundada pelo Conde da Ericeira em 1681 junto à Carpinteira e a Real Fábrica dos Panos criada pelo Marquês de Pombal em 1763 junto à ribeira da Degoldra. Esta é agora a sede da Universidade da Beira Interior na qual se deve visitar o Museu de Lanifícios, já considerado o melhor núcleo museológico desta indústria na Europa. A Covilhã foi, finalmente, elevada à condição de cidade a 20 de Outubro de 1870 pelo Rei D. Luís I, por ser "uma das villas mais importantes do reino pela sua população e riqueza".

## Freguesias

Freguesias do município da Covilhã.

O município da Covilhã está dividido em 21 freguesias:
| - Aldeia de São Francisco de Assis - Barco e Coutada - Boidobra (urbana) - Cantar-Galo e Vila do Carvalho (urbana) - Casegas e Ourondo - Cortes do Meio - Covilhã e Canhoso (urbana) - Dominguizo - Erada - Ferro - Orjais | - Paul - Peraboa - Peso e Vales do Rio - São Jorge da Beira - Sobral de São Miguel - Teixoso e Sarzedo (urbana) - Tortosendo (urbana) - Unhais da Serra - Vale Formoso e Aldeia do Souto - Verdelhos |

## Condecorações
- Dama da Ordem Militar de Nosso Senhor Jesus Cristo (5 de outubro de 1930), atribuída à Câmara Municipal[11]
- Grã-Cruz da Ordem Civil do Mérito Agrícola e Industrial Classe Industrial (3 de dezembro de 1931)[11]

## Personalidades ilustres

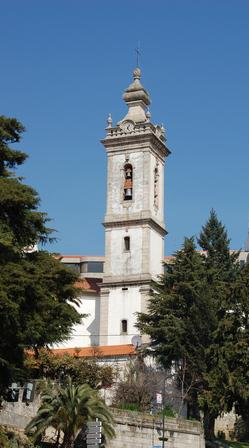
Torre de S. Tiago

- D. Raimundo Pais de Riba de Vizela — nascido em 1130, foi um Rico-homem do Reino de Portugal que exerceu o cargo de Governador da Covilhã entre 1196 a 1199.
- Mem Soares de Melo — um nobre do Reino de Portugal e o 1.º Senhor de Melo. Exerceu o cargo de alferes-mor do rei D. Afonso III de Portugal tendo participado com este rei na Tomada de Faro ocorrida em 1249.
- Estevão Anes, Cavaleiro medieval e Alcaide-mor da Covilhã.
- Beato Francisco Álvares — beato da Igreja Católica, nasceu na Covilhã em 1539. Irmão da Companhia de Jesus, faz parte do grupo conhecido como os "Santos Mártires do Brasil". Foi beatificado pelo Papa Pio IX em 1854.
- Pêro da Covilhã — Preparador da chegada de Vasco da Gama à Índia — A necessidade de atingir a Índia por mar, levou D. João II a conceber uma política de avanços sucessivos no mar. Bartolomeu Dias que viria a dobrar o Cabo da Boa Esperança. No Índico, na costa oriental de África e na parte ocidental indiana, foi Pêro da Covilhã o explorador. A ele se devem as informações que permitiram a consequente certeira viagem de Vasco da Gama e a descoberta do caminho marítimo que transformou a história.
- Mateus Fernandes — um dos arquitectos do Mosteiro da Batalha, autor das Capelas Imperfeitas.
- Mestre José Vizinho — A latitude nos mares — O famoso Mestre José referido por Cristóvão Colombo que muito aprendeu dos seus conhecimentos astrológicos, era cosmógrafo e médico de D. João II. A grande invenção do século XV foi a descoberta da navegação astronómica com a consequente introdução de escalas de latitudes nas cartas de marear. A sistematização do método revelou como artífice do processo este grande judeu covilhanense. Estes estudos passaram a significar a liderança da técnica portuguesa do mar.
- Rui Faleiro — A longitude nos mares — Cosmógrafo covilhanense, nascido em finais do século XV, foi o principal organizador científico da viagem de circum-navegação de Fernão de Magalhães em Sevilha. O conhecimento da longitude no mar era fundamental pois completava os métodos já conhecidos para determinar a latitude e permitir a localização das naus na superfície dos mares. Rui Faleiro foi o grande artífice da avaliação da longitude a partir do lugar de observador.
- Francisco Faleiro — A declinação magnética — Irmão de Rui, cosmógrafo, foi o autor da primeira exposição que inferia a declinação magnética do ângulo de duas sombras lançadas em vertical sobre o plano de horizonte, quando o sol atingisse alturas iguais antes e depois do meio-dia. Elaborou em Sevilha, 1535, o Tratado del Mundo y del Arte del Marear, cronologicamente a segunda obra do século XVI que desenvolve o estudo dos fenómenos do magnetismo terrestre.
- Frei Heitor Pinto — frade jerónimo, foi um escritor do século XVI. Foi exilado em Toledo por tomar o partido de D. António, Prior do Crato, aquando na crise dinástica portuguesa de 1580. Terá proferido as seguintes palavras: "Pode El-Rei Filipe meter-me em Castela, mas Castela em mim é impossível".
- Manuel Damasceno da Costa foi o 33.º bispo de Angra
- António Alçada Baptista — Foi um advogado e romancista português. Licenciado em Direito, pela Faculdade de Direito de Lisboa, António Alçada Baptista dedicou-se mais à escrita do que à advocacia. Entre 1957 e 1972 foi director da Moraes Editora, e um dos fundadores da revista O Tempo e o Modo. Após o 25 de Abril, dirigiu o jornal O Dia (1975) e foi presidente do Instituto Português do Livro (1979–1985).
- Ernesto Manuel Geraldes de Melo e Castro — Ernesto Manuel de Melo e Castro é um poeta, crítico, ensaísta e professor na Universidade de São Paulo, Brasil.
- Paulo Matos — Ator e Encenador.

## Economia

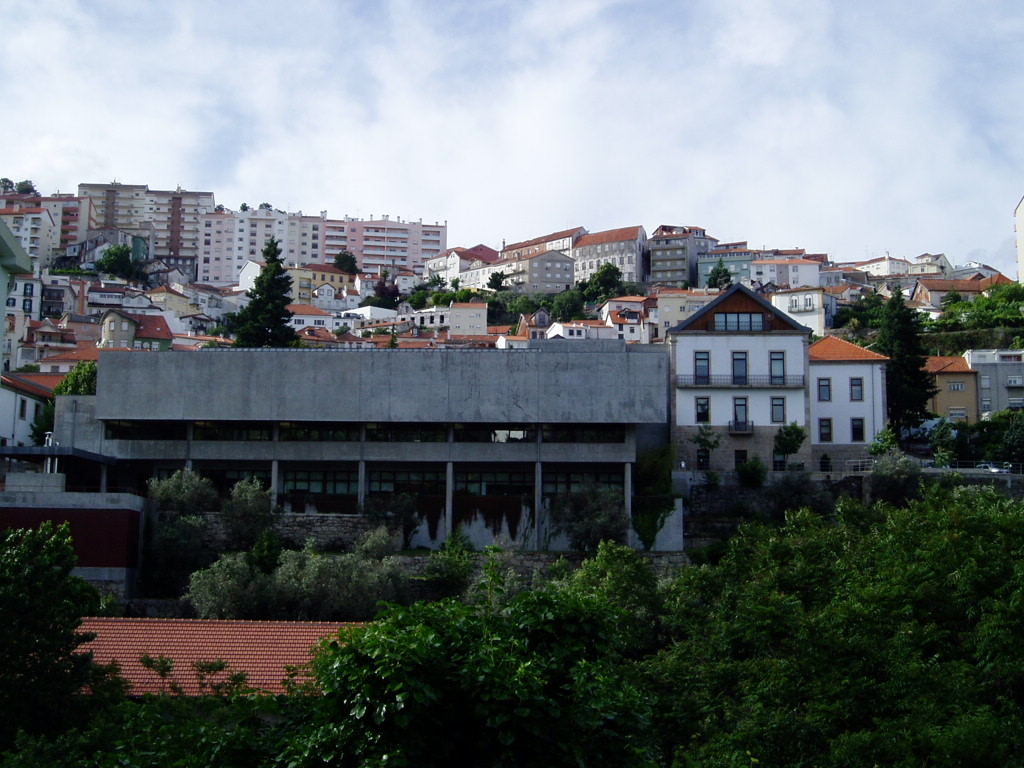
Vista da Covilhã, Biblioteca Central da Universidade da Beira Interior

Há 800 anos aqui existe o trabalho da lã que hoje se reflecte em modernas unidades industriais, sendo a Covilhã um dos principais centros de lanifícios da Europa e é por esse motivo uma localidade com forte cultura operária. Poucos centros urbanos podem assumir uma actividade económica regular ao longo de oito séculos, mas é esse o caso da Covilhã e do trabalho dos lanifícios. Como manufactura primeiro, como indústria depois, o certo é que ainda hoje a cidade é um dos principais centros europeus de produção de lanifícios. Actualmente, esta indústria produz por ano cerca de 40 000 km de tecido,e através de várias empresas têxteis com destaques para a Paulo de Oliveira, a Penteadora, a Tessimax, A. Saraiva e a filial portuguesa da Haco Etiquetas, as quais são fornecedoras de grandes marcas têxteis mundiais como a Hugo Boss, Armani, Zegna, Marks & Spencer, Yves St. Laurent, Calvin Klein e Christian Dior. É a cidade mais próxima da estância de inverno onde se localizam as únicas pistas de esqui portuguesas e às quais se acede percorrendo espantosas paisagens de montanha. A Covilhã é, nos dias de hoje, uma cidade que para além das tradicionais "ubelhas" (pronúncia serrana para Ovelhas), tem também uma miríade de actividades económicas marcadas pelo capitalismo moderno. Ainda assim, mantém viva uma tradição serrana bem manifestada pela produção e venda de produtos lácteos e de genérica proveniência ovina.
A cidade da Covilhã conta ainda com um shopping de grande dimensão, o Serra Shopping do grupo Sonae, inaugurado em 2005, que resultou da ampliação da galeria Modelo. O Serra Shopping conta com cerca de 75 lojas.

## Geografia

### Relevo

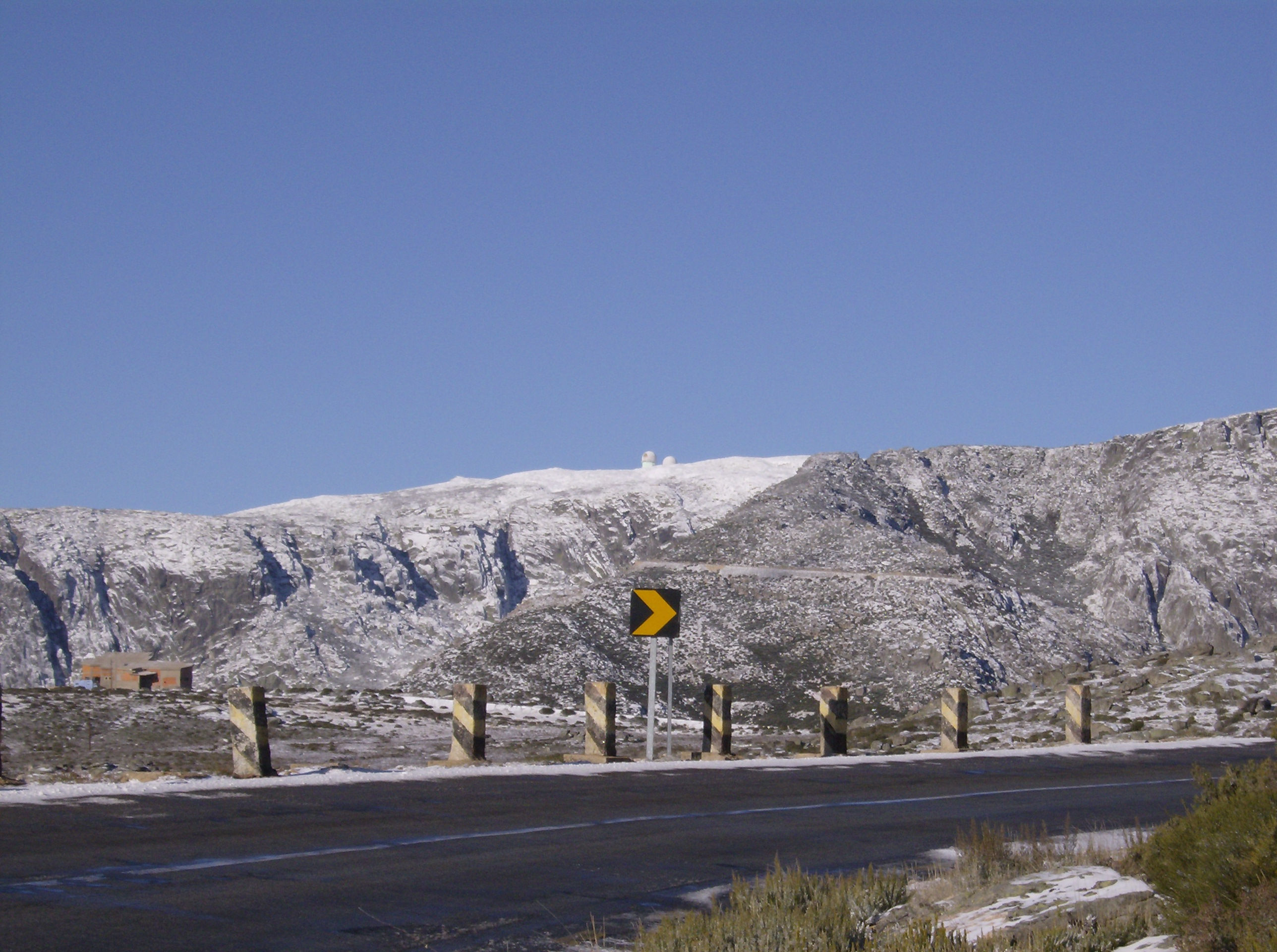
A Torre vista das Penhas da Saúde, na Covilhã

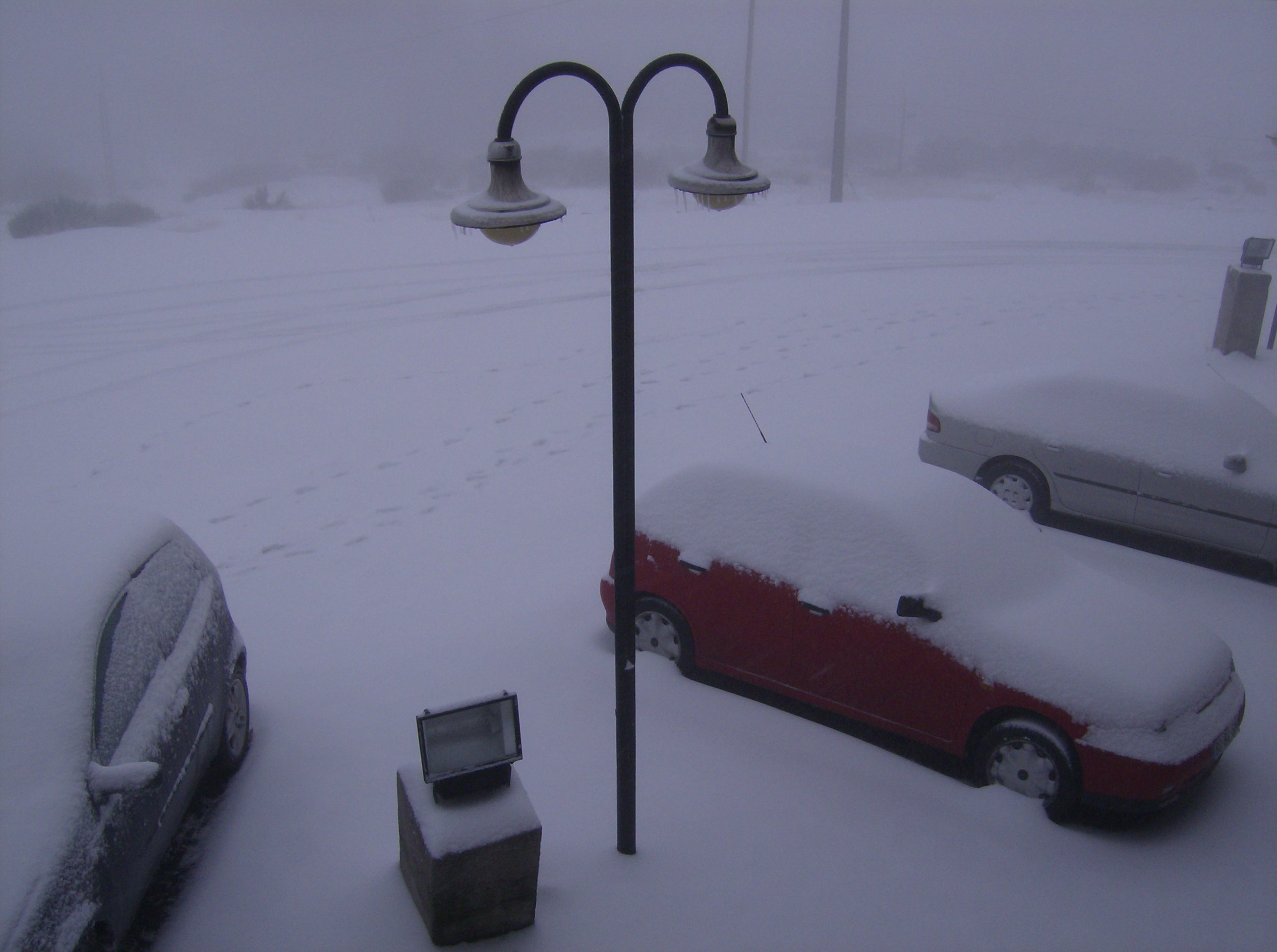
Nevão nas Penhas da Saúde, em Janeiro de 2007.

Situada na parte sudeste da Serra da Estrela, a área urbana da Covilhã possui altitudes que variam de 450 a 800 m. É também a cidade portuguesa mais proxíma do ponto mais alto de Portugal Continental, a Torre (1 993 m), distando cerca de 20 km do cume da Serra da Estrela. A Torre pertence aos municípios de Covilhã, Manteigas e Seia. A Torre também dá o nome à localidade onde está situada, a parte mais elevada da serra.

### Vegetação
Há o predomínio de bosques, com árvores como o carvalho e a azinheira, entre outras. Entre a vegetação arbustiva, a carqueja é bastante encontrada. A vegetação torna-se escassa em direcção à Torre.

### Clima
O clima do município é mediterrânico (Csa, segundo a classificação climática de Köppen-Geiger), sendo que as precipitações são mais escassas no verão. Os Verões apresentam temperaturas altas, enquanto os Invernos têm temperaturas amenas durante o dia e mais baixas à noite.
O frio aumenta conforme a altitude, variando de temperaturas mais altas nas partes mais baixas a temperaturas negativas e ocorrências de neve, por vezes abundantes, nas áreas mais elevadas, como a localidade de Penhas da Saúde, acima de 1 500 m de altitude, a apenas 9 km da Torre. Na área urbana da Covilhã, a neve raramente aparece e geralmente não acumula sobre o solo.
O mês mais quente é Agosto, com temperatura média de 22,2 °C, enquanto o mês mais frio é Janeiro, com média de 6,2 °C. A temperatura média anual da Covilhã é de 13,6 °C e a precipitação média anual é de 1 082 mm.
| Dados climatológicos para Covilhã (altitude - 614m) | Dados climatológicos para Covilhã (altitude - 614m) | Dados climatológicos para Covilhã (altitude - 614m) | Dados climatológicos para Covilhã (altitude - 614m) | Dados climatológicos para Covilhã (altitude - 614m) | Dados climatológicos para Covilhã (altitude - 614m) | Dados climatológicos para Covilhã (altitude - 614m) | Dados climatológicos para Covilhã (altitude - 614m) | Dados climatológicos para Covilhã (altitude - 614m) | Dados climatológicos para Covilhã (altitude - 614m) | Dados climatológicos para Covilhã (altitude - 614m) | Dados climatológicos para Covilhã (altitude - 614m) | Dados climatológicos para Covilhã (altitude - 614m) | Dados climatológicos para Covilhã (altitude - 614m) |
| Mês                                                 | Jan                                                 | Fev                                                 | Mar                                                 | Abr                                                 | Mai                                                 | Jun                                                 | Jul                                                 | Ago                                                 | Set                                                 | Out                                                 | Nov                                                 | Dez                                                 | Ano                                                 |
| --------------------------------------------------- | --------------------------------------------------- | --------------------------------------------------- | --------------------------------------------------- | --------------------------------------------------- | --------------------------------------------------- | --------------------------------------------------- | --------------------------------------------------- | --------------------------------------------------- | --------------------------------------------------- | --------------------------------------------------- | --------------------------------------------------- | --------------------------------------------------- | --------------------------------------------------- |
| Temperatura máxima média (°C)                       | 9,4                                                 | 11,2                                                | 13,5                                                | 16,4                                                | 19,2                                                | 24,7                                                | 28,1                                                | 28,4                                                | 24,4                                                | 18,9                                                | 13,1                                                | 9,8                                                 | 18,1                                                |
| Temperatura média (°C)                              | 6,2                                                 | 7,4                                                 | 9,5                                                 | 11,8                                                | 14,3                                                | 19,1                                                | 21,9                                                | 22,2                                                | 19,1                                                | 14,7                                                | 9,7                                                 | 6,7                                                 | 13,6                                                |
| Temperatura mínima média (°C)                       | 3,1                                                 | 3,6                                                 | 5,6                                                 | 7,2                                                 | 9,5                                                 | 13,5                                                | 15,7                                                | 16,0                                                | 13,9                                                | 10,5                                                | 6,3                                                 | 3,6                                                 | 9,0                                                 |
| Precipitação (mm)                                   | 162                                                 | 150                                                 | 109                                                 | 90                                                  | 76                                                  | 49                                                  | 10                                                  | 10                                                  | 47                                                  | 105                                                 | 146                                                 | 128                                                 | 1 082                                               |
| Fonte: Climate Data 02 de Setembro de 2013          |                                                     |                                                     |                                                     |                                                     |                                                     |                                                     |                                                     |                                                     |                                                     |                                                     |                                                     |                                                     |                                                     |

| Dados climatológicos para Penhas da Saúde (altitude - 1 606m) | Dados climatológicos para Penhas da Saúde (altitude - 1 606m) | Dados climatológicos para Penhas da Saúde (altitude - 1 606m) | Dados climatológicos para Penhas da Saúde (altitude - 1 606m) | Dados climatológicos para Penhas da Saúde (altitude - 1 606m) | Dados climatológicos para Penhas da Saúde (altitude - 1 606m) | Dados climatológicos para Penhas da Saúde (altitude - 1 606m) | Dados climatológicos para Penhas da Saúde (altitude - 1 606m) | Dados climatológicos para Penhas da Saúde (altitude - 1 606m) | Dados climatológicos para Penhas da Saúde (altitude - 1 606m) | Dados climatológicos para Penhas da Saúde (altitude - 1 606m) | Dados climatológicos para Penhas da Saúde (altitude - 1 606m) | Dados climatológicos para Penhas da Saúde (altitude - 1 606m) | Dados climatológicos para Penhas da Saúde (altitude - 1 606m) |
| Mês                                                           | Jan                                                           | Fev                                                           | Mar                                                           | Abr                                                           | Mai                                                           | Jun                                                           | Jul                                                           | Ago                                                           | Set                                                           | Out                                                           | Nov                                                           | Dez                                                           | Ano                                                           |
| ------------------------------------------------------------- | ------------------------------------------------------------- | ------------------------------------------------------------- | ------------------------------------------------------------- | ------------------------------------------------------------- | ------------------------------------------------------------- | ------------------------------------------------------------- | ------------------------------------------------------------- | ------------------------------------------------------------- | ------------------------------------------------------------- | ------------------------------------------------------------- | ------------------------------------------------------------- | ------------------------------------------------------------- | ------------------------------------------------------------- |
| Temperatura máxima média (°C)                                 | 4,4                                                           | 5,0                                                           | 6,4                                                           | 8,8                                                           | 11,5                                                          | 17,2                                                          | 20,8                                                          | 21,1                                                          | 17,3                                                          | 12,1                                                          | 7,1                                                           | 4,8                                                           | 11,4                                                          |
| Temperatura média (°C)                                        | 1,6                                                           | 2,0                                                           | 3,2                                                           | 5,2                                                           | 7,8                                                           | 12,9                                                          | 16,1                                                          | 16,5                                                          | 13,3                                                          | 8,9                                                           | 4,3                                                           | 2,1                                                           | 7,8                                                           |
| Temperatura mínima média (°C)                                 | −1,1                                                          | −1,0                                                          | 0,1                                                           | 1,7                                                           | 4,1                                                           | 8,7                                                           | 11,4                                                          | 11,9                                                          | 9,4                                                           | 5,8                                                           | 1,5                                                           | −0,6                                                          | 4,4                                                           |
| Precipitação (mm)                                             | 261                                                           | 237                                                           | 182                                                           | 131                                                           | 116                                                           | 83                                                            | 22                                                            | 18                                                            | 67                                                            | 161                                                           | 234                                                           | 198                                                           | 1 710                                                         |
| Fonte: Climate Data 03 de Setembro de 2013                    |                                                               |                                                               |                                                               |                                                               |                                                               |                                                               |                                                               |                                                               |                                                               |                                                               |                                                               |                                                               |                                                               |

## Evolução da população do município
| Número de habitantes *                   | Número de habitantes * | Número de habitantes * | Número de habitantes * | Número de habitantes * | Número de habitantes * | Número de habitantes * | Número de habitantes * | Número de habitantes * | Número de habitantes * | Número de habitantes * | Número de habitantes * | Número de habitantes * | Número de habitantes * | Número de habitantes * | Número de habitantes * |
| ---------------------------------------- | ---------------------- | ---------------------- | ---------------------- | ---------------------- | ---------------------- | ---------------------- | ---------------------- | ---------------------- | ---------------------- | ---------------------- | ---------------------- | ---------------------- | ---------------------- | ---------------------- | ---------------------- |
| 1864                                     | 1878                   | 1890                   | 1900                   | 1911                   | 1920                   | 1930                   | 1940                   | 1950                   | 1960                   | 1970                   | 1981                   | 1991                   | 2001                   | 2011                   | 2021                   |
| 29 368                                   | 33 998                 | 47 968                 | 44 427                 | 48 400                 | 45 583                 | 49 934                 | 60 608                 | 68 522                 | 72 957                 | 62 014                 | 60 945                 | 53 999                 | 54 505                 | 51 797                 | 46 455                 |
| Número de habitantes por grupo etário ** |                        |                        |                        |                        |                        |                        |                        |                        |                        |                        |                        |                        |                        |                        |                        |
|                                          |                        |                        | 1900                   | 1911                   | 1920                   | 1930                   | 1940                   | 1950                   | 1960                   | 1970                   | 1981                   | 1991                   | 2001                   | 2011                   | 2021                   |
| 0-14 Anos                                | 0-14 Anos              | 0-14 Anos              | 15 639                 | 17 318                 | 14 795                 | 16 668                 | 19 160                 | 20 905                 | 21 848                 | 16 425                 | 14 332                 | 10 054                 | 7 540                  | 6 369                  | 4 826                  |
| 15-24 Anos                               | 15-24 Anos             | 15-24 Anos             | 8 483                  | 9 153                  | 8 363                  | 9 874                  | 11 788                 | 12 777                 | 12 743                 | 11 135                 | 10 131                 | 8 258                  | 7 432                  | 5 013                  | 4 402                  |
| 25-64 Anos                               | 25-64 Anos             | 25-64 Anos             | 18 401                 | 19 648                 | 19 797                 | 21 143                 | 25 978                 | 29 947                 | 33 322                 | 28 625                 | 28 743                 | 27 207                 | 28 967                 | 28 166                 | 23 387                 |
| = ou > 65 Anos                           | = ou > 65 Anos         | = ou > 65 Anos         | 1 824                  | 2 112                  | 1 997                  | 2 629                  | 3 319                  | 4 310                  | 5 044                  | 6 380                  | 7 739                  | 8 480                  | 10 566                 | 12 249                 | 13 840                 |

- Número de habitantes "residentes", ou seja, que tinham a residência oficial neste município à data em que os censos se realizaram.
- De 1900 a 1950 os dados referem-se à população "de facto", ou seja, que estava presente no município à data em que os censos se realizaram. Daí que se registem algumas diferenças relativamente à designada população residente

De acordo com os dados provisórios avançados pelo INE o distrito de Castelo Branco registou em 2021 um decréscimo populacional na ordem dos 9,3% relativamente aos resultados do censo de 2011. No concelho da Covilhã esse decréscimo rondou os 10,3%.

## Política

### Presidentes eleitos
- 2021–2025: Vítor Manuel Pinheiro Pereira (PS)[20]
- 2017–2021: Vítor Manuel Pinheiro Pereira (PS)[21]
- 2013–2017: Vítor Manuel Pinheiro Pereira (PS)[22]
- 2009–2013: Carlos Alberto Pinto (PPD/PSD)[23]
- 2005–2009: Carlos Alberto Pinto (PPD/PSD)[24]
- 2001–2005: Carlos Alberto Pinto (PPD/PSD)[25]
- 1997–2001: Carlos Alberto Pinto (PPD/PSD)[26]
- 1993–1997: Jorge Manuel Lopes da Cruz Pombo (PS)[27]
- 1989–1993: Carlos Alberto Pinto (PSD)[28]
- 1985–1989: Álvaro Lambelho Ramos (PSD)[29]
- 1982–1985: Augusto Lopes Teixeira (PS)[30]
- 1979–1982: Augusto Lopes Teixeira (PS)[31]
- 1976–1979: Augusto Lopes Teixeira (PS)[32]

### Eleições autárquicas[33]
| Data | %     | V     | %       | V       | %            | V            | %       | V       | %              | V    | %              | V         | %     | V    | %              | V  | %              | V   | %              | V      | %              | V   | %       | V       | %       | V       | %              | V   | %  | V  | %  | V  | % | V | Participação |                |
| Data | PS    | PS    | CDS-PP  | CDS-PP  | FEPU/APU/CDU | FEPU/APU/CDU | PPD/PSD | PPD/PSD | GDUP           | GDUP | PCTP/MRPP      | PCTP/MRPP | LCI   | LCI  | AD             | AD | PPM            | PPM | UDP/BE         | UDP/BE | PRD            | PRD | GCE     | GCE     | CDS/PSD | CDS/PSD | MPT            | MPT | CH | CH | IL | IL | A | A | Participação |                |
| ---- | ----- | ----- | ------- | ------- | ------------ | ------------ | ------- | ------- | -------------- | ---- | -------------- | --------- | ----- | ---- | -------------- | -- | -------------- | --- | -------------- | ------ | -------------- | --- | ------- | ------- | ------- | ------- | -------------- | --- | -- | -- | -- | -- | - | - | ------------ | -------------- |
| Data | 1976  | 39,01 | 4       | 18,30   | 1            | 15,55        | 1       | 11,88   | 1              | 5,10 | -              | 1,84      | -     | 1,26 | -              |    |                |     |                |        |                |     |         |         |         |         |                |     |    |    |    |    |   |   |              | 63,82 / 100,00 |
| 1979 | 40,20 | 3     | AD      | AD      | 19,28        | 1            | AD      | AD      |                |      | 1,38           | -         |       |      | 34,59          | 3  | AD             | AD  | 1,34           | -      | 70,81 / 100,00 |     |         |         |         |         |                |     |    |    |    |    |   |   |              |                |
| 1982 | 43,86 | 4     | AD      | AD      | 19,10        | 1            | AD      | AD      | 1,83           | -    | 29,97          | 2         |       |      | 70,80 / 100,00 |    | AD             | AD  |                |        |                |     |         |         |         |         |                |     |    |    |    |    |   |   |              |                |
| 1985 | 21,29 | 2     |         |         | 27,14        | 2            | 31,44   | 2       |                |      |                |           |       |      | 1,20           | -  | 14,65          | 1   | 62,97 / 100,00 |        |                |     |         |         |         |         |                |     |    |    |    |    |   |   |              |                |
| 1989 | 30,85 | 2     | 29,27   | 2       | 34,54        | 3            |         |         | CDU            | CDU  | 62,40 / 100,00 |           |       |      |                |    |                |     |                |        |                |     |         |         |         |         |                |     |    |    |    |    |   |   |              |                |
| 1993 | 42,66 | 4     | 4,48    | -       | 11,26        | 1            | 37,25   | 4       |                |      | 66,75 / 100,00 |           |       |      |                |    |                |     |                |        |                |     |         |         |         |         |                |     |    |    |    |    |   |   |              |                |
| 1997 | 33,06 | 3     | 4,25    | -       | 11,78        | 1            | 48,29   | 5       | 64,81 / 100,00 |      |                |           |       |      |                |    |                |     |                |        |                |     |         |         |         |         |                |     |    |    |    |    |   |   |              |                |
| 2001 | 18,66 | 1     | 2,60    | -       | 8,57         | -            | 65,97   | 6       | BE             | BE   | 65,73 / 100,00 |           |       |      |                |    |                |     |                |        |                |     |         |         |         |         |                |     |    |    |    |    |   |   |              |                |
| 2005 | 24,66 | 2     | 1,62    | -       | 7,89         | -            | 58,94   | 5       | BE             | BE   | 0,27           | -         | 2,01  | -    | 64,98 / 100,00 |    |                |     |                |        |                |     |         |         |         |         |                |     |    |    |    |    |   |   |              |                |
| 2009 | 26,83 | 3     | 2,78    | -       | 7,47         | -            | 56,69   | 6       | BE             | BE   |                |           | 2,53  | -    | 61,68 / 100,00 |    |                |     |                |        |                |     |         |         |         |         |                |     |    |    |    |    |   |   |              |                |
| 2013 | 37,51 | 3     | (a)     | (a)     | 11,01        | 1            | 15,01   | 1       | BE             | BE   | 1,75           | -         | 28,32 | 2    | 57,79 / 100,00 |    |                |     |                |        |                |     |         |         |         |         |                |     |    |    |    |    |   |   |              |                |
| 2017 | 46,41 | 5     | 15,10   | 1       | 6,21         | –            | 7,37    | -       | BE             | BE   | PSD            | PSD       | 2,18  | -    | 18,16          | 1  | 61,86 / 100,00 |     |                |        |                |     |         |         |         |         |                |     |    |    |    |    |   |   |              |                |
| 2021 | 46,24 | 4     | CDS/PSD | CDS/PSD | 9,74         | -            | CDS/PSD | CDS/PSD | BE             | BE   | MPT            | MPT       |       |      |                |    | 30,39          | 3   | 6,38           | -      | 1,73           | -   | CDS/PSD | CDS/PSD | MPT     | MPT     | 58,56 / 100,00 |     |    |    |    |    |   |   |              |                |

(a) O CDS-PP apoiou a lista independente de Pedro Farromba em 2013.

### Eleições legislativas
| Data | %     | %     | %     | %     | %     | %     | %        | %     | %    | %     | %    | %   | %       | % | %  | %  |
| Data | PS    | CDS   | PSD   | PCP   | UDP   | AD    | APU/ CDU | FRS   | PRD  | PSN   | BE   | PAN | PSD CDS | L | CH | IL |
| ---- | ----- | ----- | ----- | ----- | ----- | ----- | -------- | ----- | ---- | ----- | ---- | --- | ------- | - | -- | -- |
| 1976 | 43,44 | 14,71 | 14,64 | 13,01 | 1,58  |       |          |       |      |       |      |     |         |   |    |    |
| 1979 | 27,79 | AD    | AD    | APU   | 2,75  | 37,39 | 24,42    |       |      |       |      |     |         |   |    |    |
| 1980 | FRS   | AD    | AD    | APU   | 1,20  | 37,85 | 20,69    | 33,07 |      |       |      |     |         |   |    |    |
| 1983 | 39,92 | 13,50 | 17,02 | APU   | 0,94  |       | 21,76    |       |      |       |      |     |         |   |    |    |
| 1985 | 19,76 | 10,73 | 18,59 | APU   | 1,49  | 17,88 | 25,58    |       |      |       |      |     |         |   |    |    |
| 1987 | 27,00 | 4,57  | 36,62 | CDU   | 0,92  | 16,08 | 8,03     |       |      |       |      |     |         |   |    |    |
| 1991 | 37,69 | 3,95  | 40,54 | CDU   |       | 10,31 | 0,96     | 1,94  |      |       |      |     |         |   |    |    |
| 1995 | 58,86 | 6,96  | 22,73 | CDU   | 0,61  | 7,51  |          |       |      |       |      |     |         |   |    |    |
| 1999 | 57,31 | 6,09  | 21,52 | CDU   |       | 10,24 | 1,32     |       |      |       |      |     |         |   |    |    |
| 2002 | 55,27 | 6,56  | 26,49 | CDU   | 6,41  | 1,68  |          |       |      |       |      |     |         |   |    |    |
| 2005 | 64,77 | 3,63  | 17,37 | CDU   | 6,59  | 4,05  |          |       |      |       |      |     |         |   |    |    |
| 2009 | 48,15 | 6,42  | 20,88 | CDU   | 8,44  | 10,10 |          |       |      |       |      |     |         |   |    |    |
| 2011 | 44,32 | 7,84  | 26,79 | CDU   | 8,40  | 4,80  | 0,70     |       |      |       |      |     |         |   |    |    |
| 2015 | 43,67 | PSD   | CDS   | CDU   | 10,24 | 12,14 | 0,75     | 25,20 | 0,62 |       |      |     |         |   |    |    |
| 2019 | 44,91 | 3,82  | 17,87 | CDU   | 7,65  | 13,92 | 2,43     |       | 0,81 | 0,82  | 0,57 |     |         |   |    |    |
| 2022 | 54,79 | 1,42  | 20,92 | CDU   | 4,73  | 5,07  | 1,08     | 0,89  | 5,28 | 2,67  |      |     |         |   |    |    |
| 2024 | 43,00 | AD    | AD    | CDU   | 23,03 | 3,58  | 5,31     | 1,31  | 2,32 | 14,15 | 2,61 |     |         |   |    |    |

## Ensino

### 2.º e 3.ª Ciclos
- Escola Básica Pêro da Covilhã
- Escola Básica de São Domingos (Vila do Carvalho)
- Escola Básica do Paul
- Escola Básica do Tortosendo
- Escola Básica do Teixoso

### Secundário
A nível do ensino secundário a cidade da Covilhã conta com três escolas, Escola Secundária Campos Melo (antiga escola industrial e comercial), Escola Secundária Frei Heitor Pinto (antigo liceu) e Escola Secundária Quinta das Palmeiras (antiga escola preparatória).
- Escola Secundária com 3.º ciclo do ensino básico de Campos Melo
- Escola Secundária com 3.º ciclo do ensino básico de Frei Heitor Pinto
- Escola Secundária com 3.º ciclo do ensino básico Quinta das Palmeiras

### Profissional e Artístico
- EPABI — Escola Profissional de Artes da Covilhã
- Escola Profissional Agrícola Quinta da Lageosa (Aldeia do Souto)
- Centro de Formação Empresarial da Cova da Beira (Tortosendo)
- Conservatório Regional de Música da Covilhã

### Universidade da Beira Interior

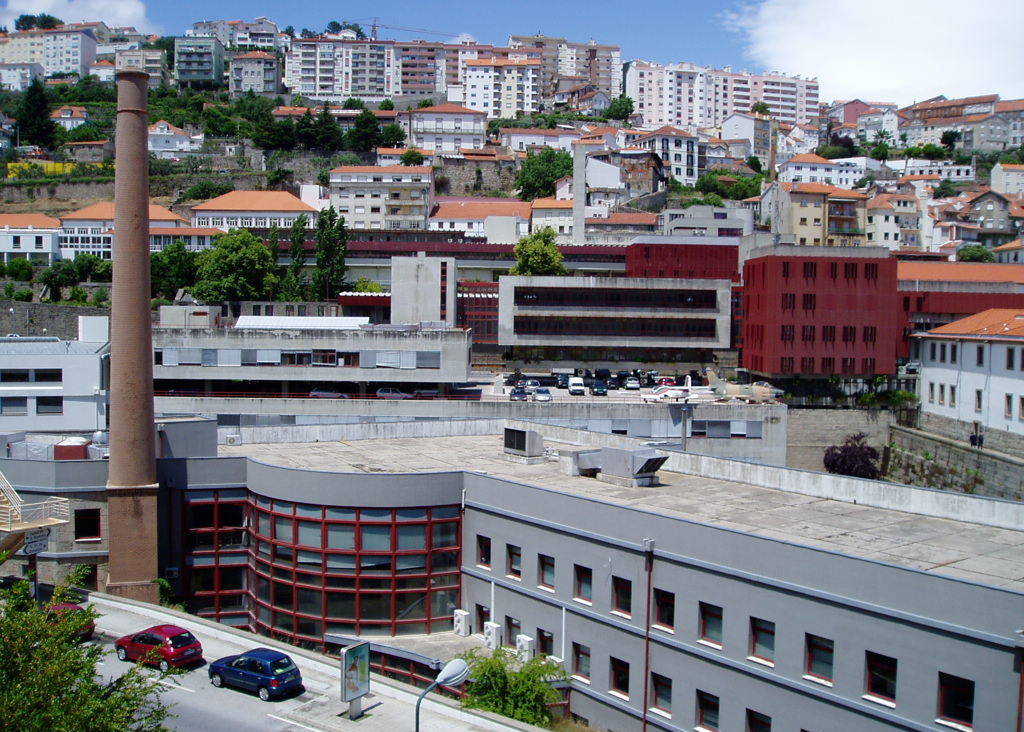
Vista do pólo I da Universidade da Beira Interior

O ensino superior está presente na cidade da Covilhã desde a fundação do Instituto Politécnico, em 1973. Este acontecimento surgiu a partir das actividades do grupo de trabalho para o Planeamento Regional da Cova da Beira, tendo a instituição começado a receber os primeiros alunos dos cursos de Engenharia Têxtil e Administração e Contabilidade. No ano de 1979, o então Instituto Politécnico, converteu-se em Instituto Universitário da Beira Interior e, em 1986, o Instituto Universitário passa a Universidade da Beira Interior. O seu primeiro Reitor foi o Prof. Doutor Cândido Manuel Passos Morgado, seguindo-se o Prof. Doutor Manuel José dos Santos Silva, o Prof. Doutor João António de Sampaio Rodrigues Queiroz, atual diretor geral do ensino superior e, presentemente, o Prof. Doutor António Fidalgo. A UBI é frequentada por cerca de 8000 alunos repartidos pelas trinta e duas licenciaturas do primeiro ciclo de Bolonha, quarenta e seis mestrados do segundo ciclo de Bolonha e vinte e nove áreas de doutoramento.

## Desporto

### Futebol
Ao nível do futebol a cidade conta com o Sporting da Covilhã, o clube mais bem sucedido no distrito, ao nível do futebol profissional tem ao todo 15 presenças na Primeira Liga, 20 presenças na Segunda Liga, e foi uma vez finalista da Taça de Portugal. A sua equipa principal disputa atualmente a Liga 3 tendo também outras equipas nas camadas jovens Ainda nesta modalidade existe a Associação Desportiva da Estação, que já teve uma equipa sénior a competir no Campeonato Distrital de Castelo Branco, onde conquistou alguns títulos, destacando-se também nas camadas jovens.

### Outras modalidades
A Associação Académica da Universidade da Beira Interior tem vários protocolos com algumas coletividades da cidade, com a parceria da comunidade estudantil e os jovens da região, em equipas conjuntas quer em camadas jovens como em equipas no escalão sénior, são exemplos o futsal com o Grupo Desportivo da Mata, o andebol com o CCD Oriental de São Martinho, e o basquetebol com o Clube Desportivo da Covilhã. 

### Atletismo
A nível de atletismo existem três clubes na Covilhã:
- Estrela Campo da Aviação FC
- Penta Clube da Covilhã
- CCD Leões da Floresta

## Comunicação social
Desde Outubro de 2006 que a Covilhã tem um jornal de distribuição gratuita da Beira Interior: o Já Agora tem uma tiragem de 14 000 exemplares por edição e é distribuído nas caixas de correio da zona urbana da cidade, quinzenalmente, às quartas-feiras. Existem dois jornais locais semanários, o Fórum Covilhã e o Notícias da Covilhã, sendo este o semanário mais antigo do distrito. A rádio local é a Rádio Covilhã (95.6 97.0 MHz). Há ainda a Tribuna Desportiva, um suplemento semanal sobre o desporto de todo o distrito e região.

## Espaços públicos e património

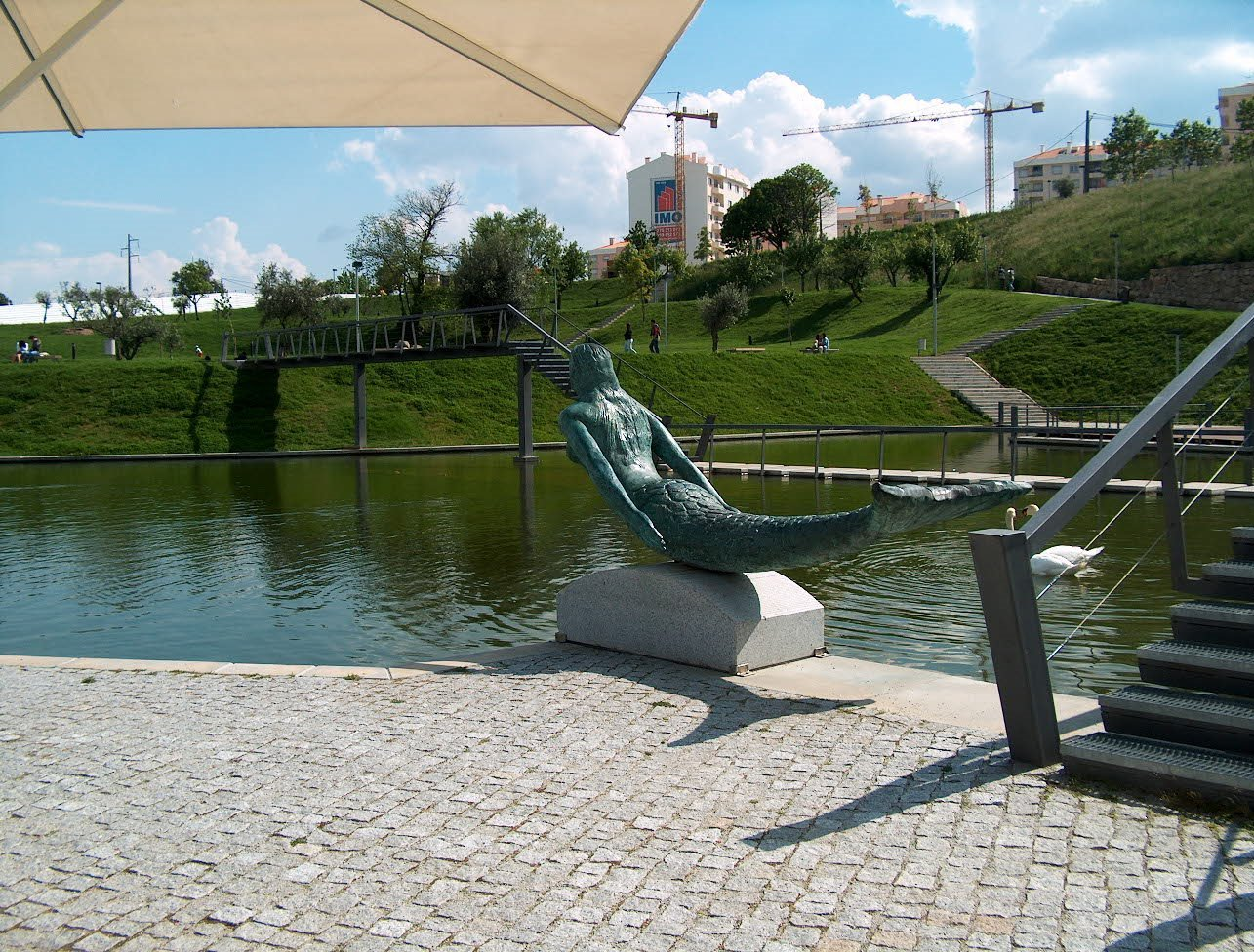
Jardim do Lago

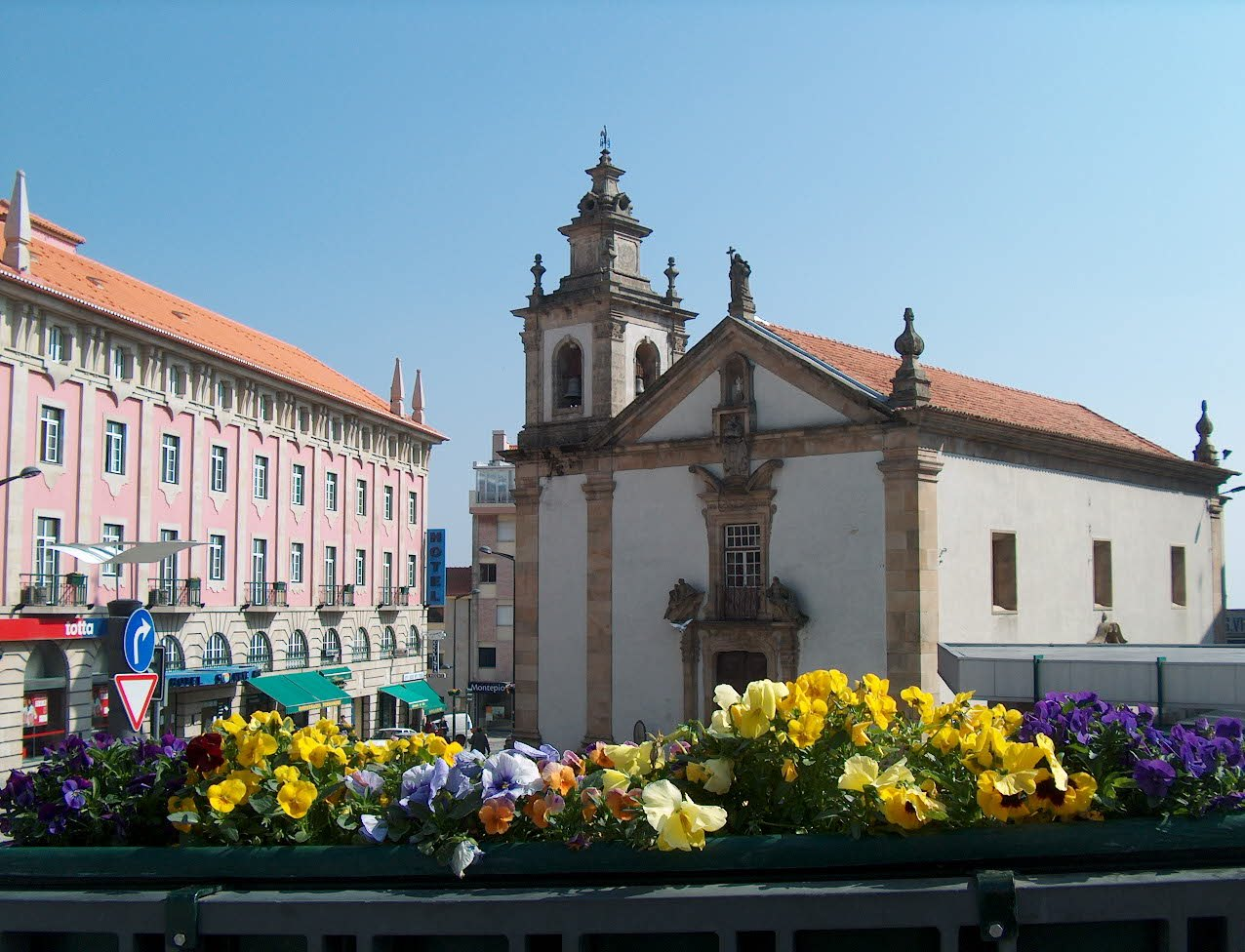
Igreja da Misericórdia

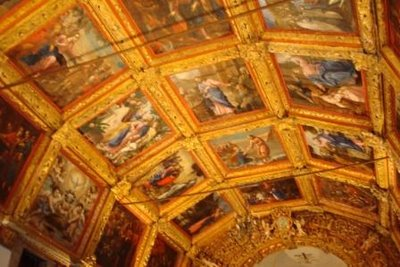
Capela do Calvário

A Praça do Município (ou do Pelourinho) é a principal praça e a mais central da Covilhã. Situa-se em pleno centro histórico. Há muitos anos, nela se podia admirar um pelourinho do século XVI que foi destruído, juntamente com o edifício filipino da câmara, aquando da reformulação deste espaço.
A Covilhã possui ainda grandes jardins e parques, como o Jardim Público, Jardim do Lago, Parque Alexandre Aibéo, Jardim de N. Sra. da Conceição e o Parque da Goldra.
Como monumentos classificados mais significativos, a cidade tem, entre outros, os seguintes imóveis:
- Igreja de Santa Maria Maior — igreja barroca que tem a particularidade de ter a fachada coberta por azulejos;
- Igreja de São Francisco — igreja gótica, pertenceu ao antigo Convento de S. Francisco;
- Igreja da Misericórdia da Covilhã — igreja maneirista, situada no coração da cidade;
- Capela de São João de Malta — pequena capela que, em tempos, pertenceu à Ordem de Malta;
- Capela Românica de S. Martinho — capela românica. Trata-se da mais antiga edificação na cidade. Consta-se que aqui casou Pêro da Covilhã em 1478;
- Capela do Calvário — capela gótica cujo interior foi coberto por talha dourada e pinturas alusivas à vida de Jesus Cristo.
- Torre de São Tiago — edificada no século XIX, é um dos ex-libris da Covilhã por se avistar praticamente de qualquer ponto da cidade;
- Real Fábrica de Panos — manufactura real, fundada pelo Marquês de Pombal em 1764. Actualmente reconvertida em Museu dos Lanifícios;
- Muralhas da Covilhã — edificadas por ordem de D. Sancho I, mais tarde alargadas por D. Dinis. Ficaram muito danificadas pelo terramoto de 1755. Actualmente restam apenas alguns troços desta edificação.
- Monumento a Nossa Senhora da Boa Estrela — Monumento esculpido na rocha em homenagem à padroeira dos pastores. Fica situado junto à Torre, ponto mais alto de Portugal Continental.

## Cultura
- Museu de Arte Sacra da Covilhã
- Museu de Lanifícios da Universidade da Beira Interior
- Museu de Arte e Cultura da Covilhã
- Museu do Queijo (Peraboa)
- Centro Interpretativo da Cereja (Ferro)

## Bandas filarmónicas do município da Covilhã
Existem ao todo oito bandas filarmónicas em atividade espalhadas por algumas freguesias do município, são elas:
- Associação Filarmónica Sanjorgense — São Jorge da Beira
- Banda Filarmónica Caseguense — Casegas
- Filarmónica Recreativa Eradense — Erada
- Banda Filarmónica do Paul — Paul
- Sociedade Filarmónica Recreativa Estrela de Unhais da Serra — Unhais da Serra
- Filarmónica Recreativa Cortense — Cortes do Meio
- Associação Recreativa e Musical Covilhanense (Banda da Covilhã)
- Filarmónica Recreativa Carvalhense — Vila do Carvalho

## Geminações
A cidade da Covilhã é geminada com as seguintes cidades:
- Blumenau, Brasil
- Berstett, França
- Roubaix, França
- Ilha do Príncipe, São Tomé e Príncipe
- Trelew, Argentina
- Santarém, Portugal
- Oeiras, Portugal
- Madalena, Portugal
- Laleia, Timor-Leste
- Praia, Cabo Verde